# Domkirken i Chartres
Domkirken i Chartres (fransk: Cathédrale Notre-Dame de Chartres) ligger i Chartres 80 km sydvest for Paris og anses for at være et af de fornemste gotiske bygningsværker i Frankrig. 
Opførelsen af domkirken begyndte i 1145, men 10. juni 1194 brændte næsten hele domkirken, (udenfor den vestlige del af facaden), samt store dele af byen. Størstedelen af den nuværende bygning blev opført i perioden 1194 til 1220. Dette er grunden til, at det kun er den vestlige facade, som er i tidlig-gotisk udførelse, og dertil meget speciel på grund af de asymmetriske tårnspir.
Det sydlige tårn blev bygget i 1200-tallet, mens det nordlige først blev opført tidligt i 1500-tallet. Glasmalerierne i domkirken er også værd at lægge mærke til, og dækker totalt over 2.600 kvm.
Domkirken i Chartres var en af de første katedraler, der centrerede sig om dyrkelsen af jomfru Maria. Katedralen skal være i besiddelse av Sancta Camisa, den hellige tunika båret af jomfru Maria, mens hun gik gravid med Jesus. Mange pilgrimme kommer for at se relikviet, angivelig en gave fra Karl den skaldede i 876. Karls bedstefar, Karl den store, skulle have modtaget tunikaen som gave fra kejserinde Irene, og i 1900-tallet blev der fundet pollen fra Palestina i det første århundrede i klædet.
Domkirken i Chartres blev optaget på UNESCOs Verdensarvsliste i 1979.

## Galleri
- Tegning af domkirken
- Portalen i vestfronten